# بيت عمرة
بيت عمرة هي قرية فلسطينية تقع على بعد 2 كم غرب يطا وتبعد 12 كم عن مركز مدينة الخليل، وترتفع 740م عن سطح البحر، وتعد القرية موقعاً أثرياً بحد ذاتها، فهي مبنية على أنقاض قرية زانوح التاريخية وتشتهر بزراعة الفواكه والعنب والزيتون، وترتبط في تعاملاتها اليومية مع مدينة يطا، وتعاني كسائر محافظة الخليل من اعتداءات المستوطنين والجيش الصهيوني حيث تقع مستوطنة «عتنائيل» الإسرائيلية جنوب غرب القرية، وتحتل حوالي 1000 دونم من أراضيها. كما تحتوي القرية على مقالع حجارة.

## التسمية
يعود تاريخ قرية بيت عمرة إلى العصر الكنعاني، حيث كانت تقوم على أراضيها قرية (زانوح)، بمعنى مستنقع، وكلمة عمرة تحريف للكلمة السريانية (عمرا) بمعنى مسكن ودير.

## السكان
يبلغ عدد السكان في بيت عمرة 2,165 نسمة عام 2007 حسب الجهاز المركزي للإحصاء الفلسطيني.

## الصحة
لا يوجد في قرية بيت عمرة أية مرافق صحية، باستثناء وجود مركز صحي، ومركز أمومة وطفولة، تشرف عليهما وزارة الصحة الفلسطينية. وفي حالة الطوارئ يتوجه المرضى للعلاج إلى المرافق الصحية الموجودة في مدينة الخليل، أو بلدة يطا.